# Saint-Uze
Saint-Uze is een gemeente in het Franse departement Drôme (regio Auvergne-Rhône-Alpes). De plaats maakt deel uit van het arrondissement Valence. Saint-Uze telde op 1 januari 2022 2.129 inwoners.

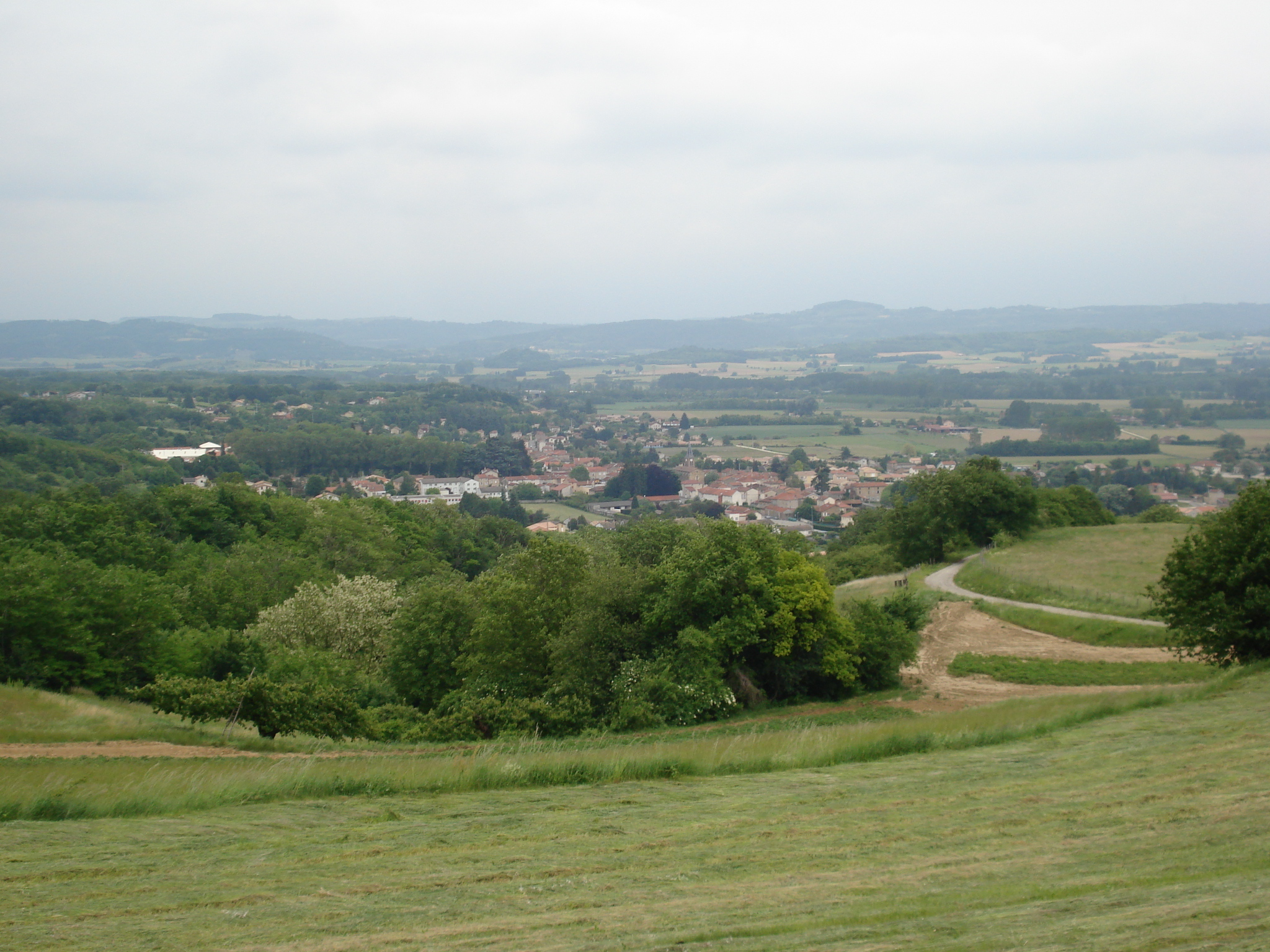
Saint-Uze
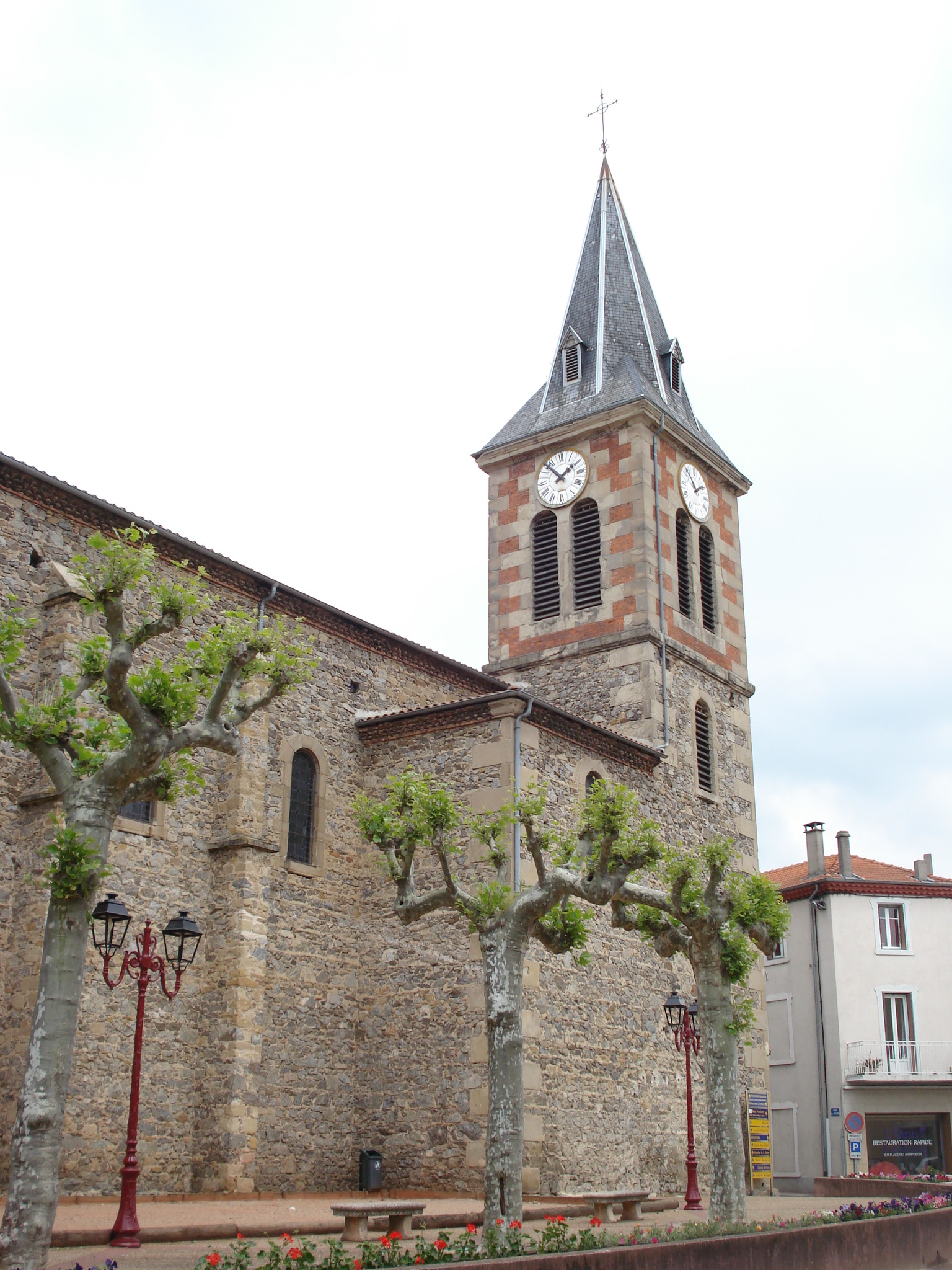
Kerk van Saint-Uze

## Geografie
De oppervlakte van Saint-Uze bedraagt 10,1 vierkante kilometer; de bevolkingsdichtheid is 204 inwoners per km² (per 1 januari 2019).

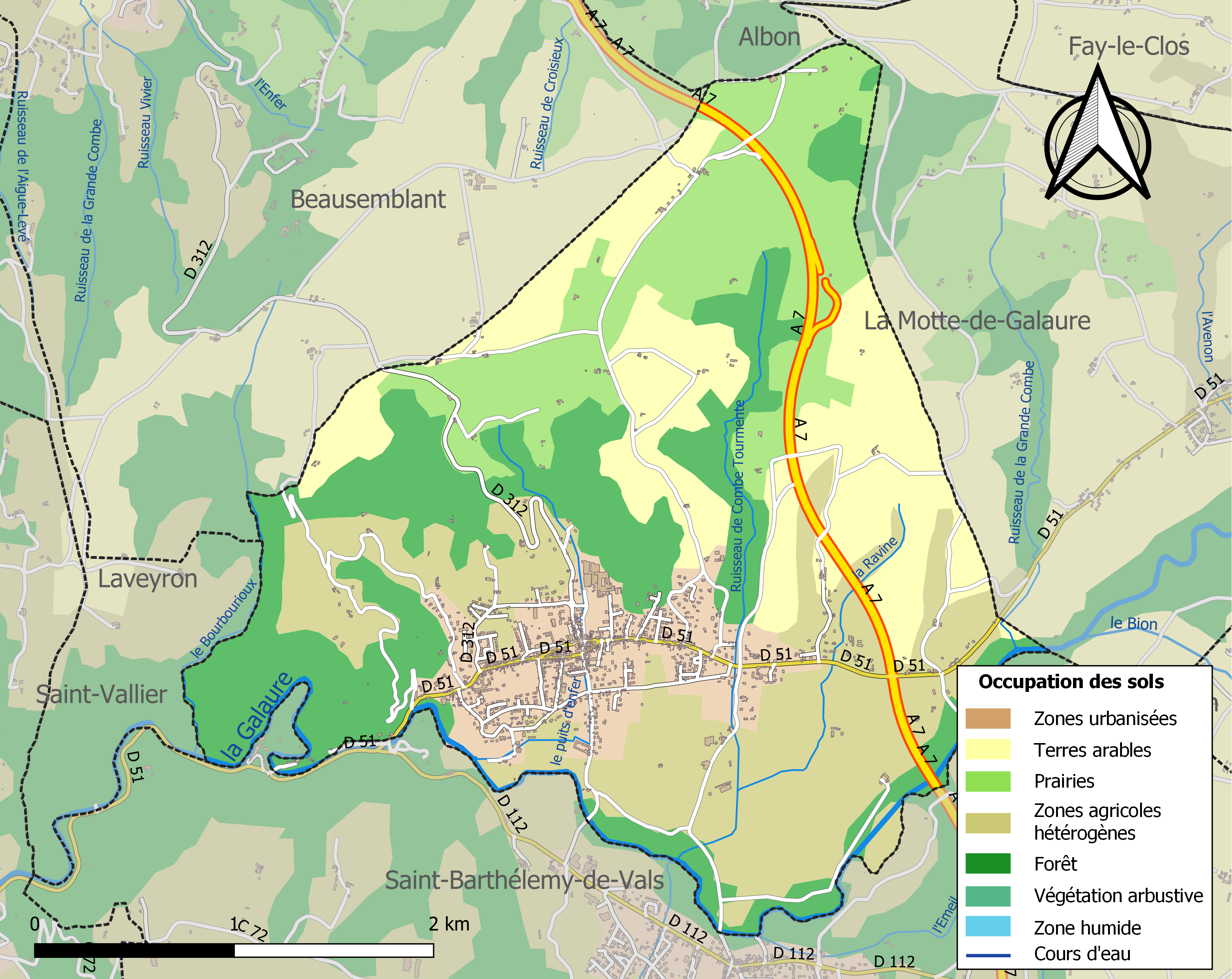
Kaart van de gemeente met belangrijkste infrastructuur, bodemgebruik en omliggende gemeenten

## Demografie
Onderstaande figuur toont het verloop van het inwonertal (bron: INSEE-tellingen).